# Hermann II. Glockengießer
Hermann II. Glockengießer, auch Hermann II. Kessler, (* etwa 1320; † 20. Februar 1389 in Lauf an der Pegnitz) war ein deutscher Glockengießer.
Glockengießer war der Sohn von Hermann I. Glockengießer und seiner Frau Anges Steinauer.
1352 erwarb er das Nürnberger Bürgerrecht. Er übernahm die Gießhütte seines Vaters. Er gilt als einer der erfolgreichsten Glockengießer des süddeutschen Raumes in der 2. Hälfte des 14. Jahrhunderts. Seine Glocken kamen nach Franken, Württemberg, Baden, Bayerisch Schwaben und der Oberpfalz. Glocken von ihm hängen im Augsburger Perlachturm, in Langenzenn, Dinkelsbühl, Tauberbischofsheim, Mariä Himmelfahrt (Unterbuchfeld, 1357), Mariä Heimsuchung (Rauenzell), St. Lorenz (Berching), St. Nikolaus (Spalt), St. Ottmar (Enkering), St. Jakobus der Ältere (Abensberg), Münster (Ingolstadt) und St. Georg (Amberg). Meist signierte er seine Werke nicht, aber die Glocken sind an den Umschriften und deren Anordnung zu erkennen. Als Wappen zum Signieren führte er eine Rose. Von dieser leitete sich auch der Name Rosenhart ab, den die Familie ab dem 16. Jahrhundert verwendete.
Er war mit Elsbeth Haiden verheiratet. Sie errichtet am 31. August 1374 das Glockengießerspital in Lauf an der Pegnitz. Aus der Stiftungsurkunde geht hervor, dass keine Kinder zu bedenken waren. Ab 1378 war er Spitalmeister. 1389 vermachte er dem Spital noch 25 Bauernhöfe und Mühlen in 12 Ortschaften. Während des Zweiten Markgrafenkrieges wurden 1552/53 Spital, Kirche und Pfarrhof niedergebrannt. Das Spitalgebäude wurde 1554–58 neu errichtet, von Kirche und Pfarrhaus sind die Ruinen erhalten. Mittlerweile ist das Spital ein Pflegeheim, das Hermann-Keßler-Stift.